# Рефлексія (програмування)
В  інформатиці, рефлексія — це процес, під час якого комп'ютерна програма може відслідковувати і модифікувати власну структуру і поведінку під час виконання.
Це, кажучи простими словами, спосіб звернення програми до власного коду.

## Історія
Перші комп'ютери були запрограмовані за допомогою їхньої нативної мови асемблер. Рефлексивність у ній була спадковою, оскільки ранні комп'ютери могли бути запрограмовані через визначення виконуваних інструкцій як даних та з використанням самомодифікуючого коду. Коли програмування дійшло до високорівневих мов програмування, таких як C, рефлексивна здатність зникнула (за межами Шкідливого програмного засобу), поки не з'явилися мови програмування з вбудованою рефлексією в їхні системи типізації.
Поняття рефлексії в мовах програмування ввів Браян Кентвелл Сміт в докторській дисертації 1982 р.

## Використання
Рефлексія може використовуватися для спостерігання і зміни програми під час виконання. Рефлексивний компонент програми може спостерігати за виконанням певної частини коду і змінювати себе для досягнення потрібної цілі. Модифікація виконується під час виконання програми шляхом динамічної зміни коду.
В об'єктно-орієнтованих мовах програмування, таких як Java, рефлексія дозволяє огляд класів, інтерфейсів, полів і методів в період виконання програми, не знаючи імен інтерфейсів, полів, методів в період компіляції. Вона також дозволяє викликати методи.
Рефлексію можна застосовувати для динамічної адаптації програми до різноманітних ситуацій. Наприклад, розгляньмо програму, яка використовує два різні класи X і Yдля виконання аналогічних операцій. Без рефлексії в коді програми методи класів X і Y будуть викликатися явно. Якщо програма спроектована з використанням рефлексно-орієнтованої парадигми програмування, деяка ділянка коду не буде містити явних викликів методів класів X і Y; програма виконає цю частину двічі: спочатку для класу X, потім для класу Y.
Рефлексія — це один з видів метапрограмування.
В деяких об'єктно-орієнтованих мовах програмування, таких як C# і Java, рефлексію можна використовувати для перевизначення  правил доступу до методів класу. Наприклад, за допомогою рефлексії можна змінити значення поля з модифікатором доступу private з стороннього класу.

## Реалізація
Програми, котрі написані за допомогою тих мов програмування, які підтримують рефлексію, мають додаткові можливості, реалізація яких на низькорівневих мовах є доволі важкою. Перерахуємо деякі з них:
- пошук і модифікація конструкцій початковий коду (блоків, класів, методів, протоколів і т.д.) як об'єктів першого класу під час виконання;
- зміна імен класів і функцій під час виконання;
- аналіз і виконання стрічок коду, які надходять;
- створення інтерпретатора псевдокоду нової мови.

Ці можливості можна реалізовувати різними способами. У мові MOO рефлексія є частиною щоденної ідіоми програмування. Всі методи, які викликаються, отримують в контексті інформацію про те, звідки вони були викликані, і посилання на об'єкти, до яких вони належать. Безпека контролюється програмно за допомогою стеку викликів: викликається callers() для отримання списку методів; перевіряється, чи не заблокував callers() сам себе.
Компільовані мови покладаються на свої системи виконання, які забезпечують програми інформацією про їхній початковий код. Скомпільований на Objective-C виконуваний файл, наприклад, записує імена всіх методів в один блок, створює таблицю відповідності. В компільованих мовах, які підтримують створення функцій під час виконання, таких як Common Lisp, середовище виконання має містити компілятор і інтерпретатор.
Реалізація рефлексії в мовах, які її не підтримують, виконується за допомогою системи трансформації програми для автоматичного відслідковування змін в початковому коді.

## Приклади
Наступні приклади показують застосування рефлексії на прикладі створення екземпляру foo класу Foo і виклику метода hello (абоHello) в різних мовах програмування. Для кожної мови наведено два приклади: у першому не використовується рефлексія, а у другому використовується.

### ECMAScript
Так само працює JavaScript і ActionScript:
```
//Без рефлексії

new
 
Foo
().
hello
()

 

// З рефлексією

 

// assuming that Foo resides in this

new
 
this
[
'Foo'
]()[
'hello'
]()

 

// or without assumption

new
 
(
eval
(
'Foo'
))()[
'hello'
]()

```

### Java
```
// Без рефлексії

new
 
Foo
().
hello
();

// З рефлексією

Class
 
foo
 
=
 
Class
.
forName
(
"Foo"
);

foo
.
getMethod
(
"hello"
,
 
null
).
invoke
(
foo
.
newInstance
(),
 
null
);

```

### Qt/C++
Бібліотека Qt розширює можливості C++ за допомогою метамови й забезпечує підтримку рефлексії для посилання на члени/методи класу і запит імені об'єктів Qt за допомогою QMetaObject, що містить метадані про об'єкти Qt.
```
// Без рефлексії

QObject
 
*
obj
 
=
 
new
 
QPushButton
;

obj
->
metaObject
()
->
className
();
             
// "QPushButton"

// З рефлексією

QPushButton
::
staticMetaObject
.
className
();
  
// "QPushButton"

```

### Lua
```
-- Без рефлексії

Foo
.
hello
()

 

-- З рефлексією

_G
[
'Foo'
][
'hello'
]()

```

### Objective-C
```
// Без рефлексії

Foo
 
*
foo
 
=
 
[[
Foo
 
alloc
]
 
init
];

[
foo
 
hello
];

// З рефлексією

Class
 
cls
 
=
 
NSClassFromString
(
@"Foo"
);

id
 
foo
 
=
 
[[
cls
 
alloc
]
 
init
];

SEL
 
selector
 
=
 
NSSelectorFromString
(
@"hello"
);

[
foo
 
performSelector
:
selector
 
withObject
:
nil
];

```

### Perl
```
# Без рефлексії

my
 
$foo
 
=
 
Foo
->
new
();

$foo
->
hello
();

# З рефлексією (використовуючи синтаксис розіменування об'єктів)

my
 
$class
  
=
 
"Foo"
;

my
 
$method
 
=
 
"hello"
;

my
 
$object
 
=
 
$class
->
new
();

$object
->
$method
();

```

### PHP
```
//Без рефлексії

$oFoo
 
=
 
new
 
Foo
();

$oFoo
->
hello
();

//З рефлексією (використовуючи ReflectionClass)

$oReflector
 
=
 
new
 
ReflectionClass
(
'Foo'
);

$oFoo
 
=
 
$oReflector
->
newInstance
();

$oHello
 
=
 
$oReflector
->
getMethod
(
'hello'
);

$oHello
->
invoke
(
$oFoo
);

//З рефлексією (використовуючи callback)

$oFoo
 
=
 
new
 
Foo
();

call_user_func
(
array
(
$oFoo
,
'hello'
));

//З рефлексією (використовуючи синтаксис розіменування об'єктів)

$class_name
 
=
 
"Foo"
;

$f
 
=
 
new
 
$class_name
();

$method
 
=
 
"hello"
;

$f
->
$method
();

```

### Python
```
# Без рефлексії

Foo
()
.
hello
()

# З рефлексією 

getattr
(
globals
()[
'Foo'
](),
 
'hello'
)()

```

### Ruby
```
# Без рефлексії

Foo
.
new
.
hello

# З рефлексією 

Object
.
const_get
(
:Foo
)
.
send
(
:new
)
.
send
(
:hello
)

```

### Smalltalk
```
"Без рефлексії"

Foo
 
new
 
hello

"З рефлексією "

((
Smalltalk
 
at:
 
#Foo
) 
perform:
 
#new
) 
perform:
 
#hello

```

### Io
```
Foo
 
:=
 
Object
 
clone
 
do
(

    
hello
 
:=
 
method
(

        
"Hello"
 
println

    
)

)

# Без рефлексії

Foo
 
hello

# З рефлексією 

getSlot
(
"Foo"
)
 
getSlot
(
"hello"
)
 
call

```

### ActionScript 3.0
```
// Без рефлексії

var
 
foo
:
Foo
 
=
 
new
 
Foo
();

foo
.
hello
();

// З рефлексією 

var
 
cls
:
Object
 
=
 
getDefinitionByName
(
"Foo"
);

var
 
foo
:
Object
 
=
 
new
 
cls
();

foo
[
"hello"
]();

```

### Delphi 2010
```
// Без рефлексії

var

  
foo
 
:
 
TFoo
;

begin

  
foo
 
:=
 
TFoo
.
Create
()
;

  
foo
.
Hello
()
;

end
;

// З рефлексією 

var

 
c
 
:
 
TRttiContext
;

 
t
 
:
 
TRttiInstanceType
;

 
foo
 
:
 
TValue
;

begin

   
c
 
:=
 
TRttiContext
.
Create
;

   
t
 
:=
 
(
c
.
FindType
(
'TFoo'
)
 
as
 
TRttiInstanceType
)
;

   
foo
 
:=
 
t
.
GetMethod
(
'Create'
)
.
Invoke
(
t
.
MetaclassType
,
[])
;

   
t
.
GetMethod
(
'Hello'
)
.
Invoke
(
foo
,
[])
;

   
c
.
Free
;

end
.

```